# E greu să fii zeu
E greu să fii zeu (rusă Трудно быть богом, Trudno byt' bogom) este un roman științifico-fantastic din 1964 scris de Arkadi și Boris Strugațki. Face parte din seria Universul Amiază.

## Prezentare
În viitor, Anton (sau Don Rumata) este trimis de civilizația terestră să observe dezvoltarea unei lumi extraterestre umane medievale de pe o planetă îndepărtată. El este un angajat al Institutului de Istorie Experimentală care se ocupă cu supravegherea dezvoltării civilizațiilor.
Ideea principală a romanului este că progresul uman de-a lungul secolelor este adesea crud și sângeros și că religia și credința oarbă poate fi un instrument eficient de opresiune a dezvoltării științifice. Titlul E greu să fii zeu se referă la Anton (cunoscut sub numele de Don Rumata în întreaga carte) aflat într-o poziție precară în calitate de observator al planetei, pentru că el are o tehnologie și cunoștințe cu mult mai avansate decât oamenii din jurul lui, dar îi este interzis să îi asiste prea activ, de exemplu nu are voie să interfereze cu progresul natural al istoriei.

## Ecranizări
- E greu să fii zeu Трудно быть богом, translit. Trudno byt' bogom, 2013 [1]
- E greu să fii zeu Es ist nicht leicht ein Gott zu sein. Трудно быть богом, 1989[2]

## Traduceri în limba română
- E greu să fii zeu, editura Paralela 45, 2010, ISBN 978-973-47-0593-1, traducător Valerian Stoicescu[3]
- E greu să fii zeu, editura Nemira, col. Nautilus, 2016, ISBN 978-606-758-608-4, traducător Valerian Stoicescu[4]